# Бухт Нассар Али ибн Ахмад
Бухт Нассар Али ибн Ахмад — 14-й Ширваншах (1049—1050).
Наследовал престол в 1049 году, однако правил недолго, и в 1050 году был свергнут дядей Саллар ибн Йазидом и убит под Байлаканом.